# Waking the Cadaver
Waking the Cadaver est un groupe de death metal américain. Ils annoncent leur séparation le 7 février 2015.

## Biographie
Le groupe est formé en 2006 dans la ville de Sacramento, dans l'État de la Californie. Très rapidement, le groupe compose ses premiers titres, puis passe dans les studios d'enregistrement pour sortir dans la même année leur première production, une démo portant le nom du groupe, qui obtiendra un certain succès dans la scène underground locale. L'année suivante, Waking the Cadaver sort son premier et véritable album studio, Perverse Recollections of a Necromangler le 21 novembre 2007 au label Necrohamonic Records.
Le 10 août 2010, ils publient leur deuxième album, Beyond Cops. Beyond God. et soutient des groupes de death metal en tournée comme Napalm Death et Immolation.
Le 19 janvier 2013, le groupe publie un nouveau single, Lumped Up. Ils annoncent ensuite l'album, Real-Life Death. Le groupe confirme plus tard sa venue en studio le 26 janvier 2013 pour enregistrer l'album. Il est enregistré aux Full Force Studios avec le producteur Joe Cincotta. Real-Life Death est publié lors d'un concert du groupe organisé en octobre 2013, et est publié dans les marchés le 5 novembre 2013. Ils annoncent leur séparation le 7 février 2015.

## Membres

### Derniers membres
- Don Campan - chant (2006–2012)
- Dennis Morgan - batterie (2006–2013)
- Mike Mayo - guitare (2008–2013)
- John Hartman - guitare (2011–2013)
- Alex Sarnecki - basse (2012–2013)

### Anciens membres
- Steve Vermilyea – basse (2006–2012)
- Nick Palmateer – guitare (2006–2008)
- Alex Castrillon – guitare (2008–2009)
- Jerry Regan – guitare (2006–2008)
- Tristan Graham – guitare (2007)
- Rob Wharton – guitare

## Discographie
- 2006 : Waking the Cadaver (démo)
- 2007 : Perverse Recollections of a Necromangler
- 2010 : Beyond Cops. Beyond God.
- 2013 : Real-Life Death
- 2021 : Authority Through Intimidation